# Deep Cover (ścieżka dźwiękowa)
Deep Cover – ścieżka dźwiękowa pochodząca z filmu Podwójny kamuflaż (Deep Cover) z roku 1992. Kompozycja została wydana 4 kwietnia 1992 roku. Ścieżka dźwiękowa uplasował się na 166. miejscu notowania Billboard 200 i 9. na Top R&B/Hip-Hop Albums. Album zawiera singlowy hit - "Deep Cover", Dr. Dre i Snoop Dogga.

## Lista utworów
1. "Deep Cover"- 4:15 (Dr. Dre & Snoop Doggy Dogg)
2. "Love or Lust"- 3:32 (Jewell)
3. "Down With My Nigga"- 4:11 (Paradise)
4. "The Sex Is On"- 4:27 (Po, Broke & Lonely?)
5. "The Way (Is in the House)"- 4:24 (Calloway)
6. "The Minute You Fall in Love"- 5:29 (Third Avenue)
7. "John and Betty's Theme"- 2:29 (Michel Colombier)
8. "Mr. Loverman"- 3:36 (Shabba Ranks)
9. "I See Ya Jay"- 4:34 (Ragtime)
10. "Nickel Slick Nigga"- 4:56 (Kokane)
11. "Typical Relationship"- 4:13 (Times 3)
12. "Digits"- 4:58 (The Deele)
13. "The Sound of One Hand Clapping"- 3:08 (Calloway)
14. "Why You Frontin' on Me"- 4:51 (Emmage)